# Azienda ospedaliero-universitaria Sant'Andrea
L'azienda ospedaliero-universitaria Sant'Andrea è una struttura sanitaria della Regione Lazio, nel comune di Roma, in zona Grottarossa, a ridosso del GRA, attiva dal 2001.
La sua influenza si estende sui municipi romani II, IV, XIV e XV, e sui comuni di Monterotondo, Mentana, Cerveteri, Bracciano, Ladispoli, Manziana, Anguillara Sabazia, Trevignano Romano, Canale Monterano, Sacrofano, Rignano Flaminio, Capena, Campagnano di Roma, Formello, Morlupo, Riano, Sant'Oreste, Torrita Tiberina, Fiano Romano, Ponzano Romano, Nazzano, Mazzano Romano, Castelnuovo di Porto, Civitella San Paolo, Monterosi, Sutri.
Il nosocomio è inoltre sede della Facoltà di Medicina e Psicologia dell'Università degli Studi di Roma "La Sapienza".

## Storia
Nel 1974 viene avviata la costruzione dell'ospedale, che tuttavia sarà improvvisamente interrotta.
La struttura, incompleta, rimarrà abbandonata fino al 1986, anno in cui terminano i lavori con l'obiettivo di trasferirvi l'ospedale oncologico Regina Elena, ma l'operazione non si concretizza.
La struttura rimane quindi inutilizzata per oltre un decennio ma nel 2001, con il trasferimento della II Facoltà di Medicina e Chirurgia de "La Sapienza" (oggi facoltà di Medicina e Psicologia), si attivano le attività ambulatoriali e diagnostiche dell'ospedale.
Nel 2005 viene inaugurato anche il pronto soccorso.
Sempre nel 2013 l'azienda ospedaliera ha iniziato la realizzazione dei lavori di ampliamento del complesso universitario per un valore complessivo dell'appalto di circa 17 000 000 di €. Il progetto è firmato dallo studio ABDR Architetti Associati (Maria Laura Arlotti, Michele Beccu, Paolo Desideri, Filippo Raimondo).

## Missione
Il Sant'Andrea mira ad affermarsi come "promotore di salute", costituendosi come punto di riferimento per lo studio, la diagnosi e la cura nei seguenti campi:
- clinica dell'emergenze (es. patologie cardiovascolari)
- clinica oncologica
- chirurgia
- psichiatria

## Facoltà di Medicina e Psicologia
L'ospedale è sede della facoltà di Medicina e Psicologia dell'Università "La Sapienza", di cui è preside Massimo Volpe.
Per quanto riguarda l'area medica, l'offerta formativa si compone di un corso di laurea magistrale in medicina e chirurgia, un corso di laurea in biotecnologie, un corso di laurea specialistica in biotecnologie molecolari e cellulari, 14 corsi di laurea per le professioni sanitarie, 1 corso di laurea specialistica in scienze infermieristiche, 34 scuole di specializzazione e vari dottorati e master, mentre, per quanto riguarda l'area psicologica e pedagogica, l'offerta formativa propone 4 corsi di laurea, 9 corsi di laurea magistrale, 5 scuole di specializzazione e vari master e dottorati.

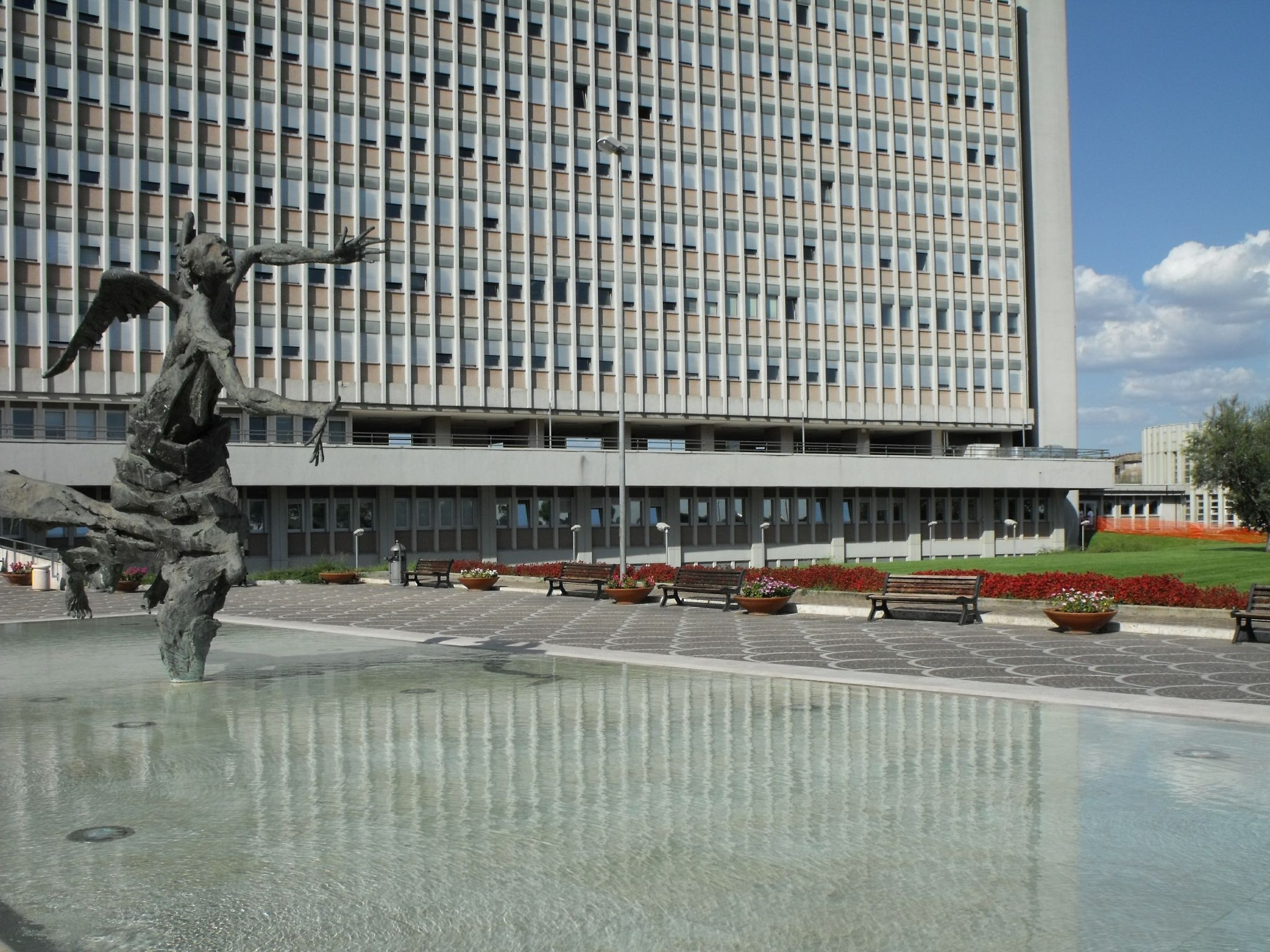
Piazzale frontale

L'università offre agli studenti la possibilità di seguire corsi semestrali o annuali all'estero presso numerose università di tutta Europa.
Nella classifica Censis 2012/2013 l'università si posiziona al 6º posto in Italia secondo gli indicatori di produttività, ricerca, didattica e rapporti internazionali con un punteggio di 94,5.

## Nella cultura di massa
L'ospedale viene citato nel film-documentario Sacro GRA di Gianfranco Rosi del 2013.

## Premi e riconoscimenti
Nella World's Best Hospital, classifica annuale dei migliori ospedali del mondo stilata da Newsweek, è risultato il decimo ospedale in Italia e il 177° fra i 2.400 ospedali di 30 Paesi monitorati nell'analisi.